# Holetown
Holetown è una cittadina di Barbados, situata nella parrocchia di St. James, sulla costa occidentale dello Stato caraibico.
Holetown è il sito della prima colonizzazione inglese permanente sul suolo barbadiano, avvenuta nel 1625. Già nel 1620 infatti il capitano Cataline era sbarcato sull'isola, senza lasciarvi tuttavia alcun insediamento permanente. Il capitano Henry Powell e la sua nave vi furono gettati per caso durante il viaggio che stavano facendo dal Sud America all'Inghilterra a causa di una tempesta. Lo sbarco è commemorato da un monumento posta sulla spiaggia che tuttavia menziona erroneamente la data del 1605, anziché quella corretta, ovvero luglio 1625.
Sir William Courteen, un mercante olandese di origine britannica ottenne assieme a Sir Thomas Warner una patente reale che gli consentiva di colonizzare St. Christopher, Barbados e Montserrat. Warner ottenne St Christopher (Saint Kitts), Courteen Barbados.
A seguito dello sbarco del 1625 Powell, che era il comandante della flotta mercantile di Courteen, fece ritorno a Barbados con 50 coloni e 10 schiavi neri, che giunsero sull'isola il 17 febbraio del 1627. A partire dal febbraio del 1977 la città celebra questo avvenimento con il pittoresco Festival di Holetown.
Holetown - il cui nome deriva dal canale, chiamato The Hole, che permetteva uno sbarco sicuro ai coloni, è chiamata anche con il nome di James Town e fu, sino al 1629, l'unica città, ospitando una fortificazione, un palazzo di giustizia e la casa del governatore. Divenne un prospero centro commerciale, intrattenendo scambi attraverso l'Atlantico con Bristol e Londra, oltre che con Boston.